# Tropico del Capricorno (romanzo)
Tropico del Capricorno è un romanzo autobiografico di Henry Miller, pubblicato per la prima volta a Parigi nel 1939 da Obelisk Press. 

## Trama
Le vicende narrate nel romanzo si svolgono negli anni venti a New York, dove il narratore protagonista lavora nell'immaginaria compagnia telegrafica Cosmodemonic. Nel testo vi sono vari riferimenti alla personale esperienza lavorativa di Miller come impiegato alla Western Union, intervallati in diversi passaggi da considerazioni sulle sue relazioni sessuali.

## Storia editoriale
Negli Stati Uniti d'America il libro fu ritenuto immorale e la sua pubblicazione venne bandita per 22 anni, finché nel 1961 una sentenza del Dipartimento di Giustizia stabilì che il suo contenuto non poteva essere considerato osceno. L'opera è il seguito di Tropico del Cancro.

## Edizioni in lingua italiana
- Henry Miller, Tropico del Capricorno, traduzione di Luciano Bianciardi, collana Narratori del Novecento, Arnoldo Mondadori Editore, 1993,  p. 308, ISBN 88-04-37652-X.